# 田万重
田 万重（チョン・マンジュン、朝鮮語: 전만중/田萬重、1908年7月14日 - 1975年12月11日）は、満州国の教員、大韓民国の政治家。第3・4代韓国国会議員。本貫は潭陽田氏。

## 経歴
江原道（現・慶尚北道）蔚珍郡出身。蔚珍済東学校卒。満州大同商高教師、大韓独立促成国民会蔚珍支部青年団副団長、護国青年隊蔚珍郡隊長、大韓青年団蔚珍郡団長、国民会蔚珍郡副支部長、自由党蔚珍郡党委員長・中央委員、国会内務委員を歴任した。
1975年12月11日、大邱市南区の自宅で老衰により死去。68歳没。